# Gledys Ibarra
Gledys Ibarra (sinh ngày 19 tháng 11 năm 1960) là một nữ diễn viên truyền hình người Venezuela.

## Đóng phim

### Phim
| Năm  | Tựa đề                      | Vai trò        | Ghi chú     |
| ---- | --------------------------- | -------------- | ----------- |
| 1986 | Asesino nocturno            |                | Phim ra mắt |
| 1986 | Seguro está el infierno     |                |             |
| 1994 | Santera                     | Belén          |             |
| 1995 | Sicario, la ley de la calle | Carlota        |             |
| 1996 | La nave de los sueños       |                |             |
| 2007 | 13 segundos                 | Mamá de María  |             |
| 2010 | Taita Bove                  | María Trinidad |             |
| 2015 | Con đường của mặt trời      | Châu Âu        |             |

### Vô tuyến
| Năm  | Tựa đề                    | Vai trò                     | Ghi chú            |
| ---- | ------------------------- | --------------------------- | ------------------ |
| 1985 | Cristal                   | Tomasa                      | Truyền hình ra mắt |
| 1987 | La intusa                 | Belinda                     |                    |
| 1987 | La pasión de Teresa       |                             |                    |
| 1988 | Selva María               |                             |                    |
| 1988 | La Manyacha del circo     |                             |                    |
| 1988 | Abigail                   |                             |                    |
| 1989 | Pobre negro               | Encarnación                 |                    |
| 1990 | Gardenia                  |                             |                    |
| 1992 | Cuộc gọi por estas        | Rang Eloina                 |                    |
| 1995 | Amores de fin de siglo    | Luna Camacho                |                    |
| 1996 | Volv một vivir            | Têrêxa                      |                    |
| 1998 | Aunque tôi cueste la vida | Tía porcia                  |                    |
| 1999 | Bí mật                    | Micaela Rojas               |                    |
| 2000 | Hay amores que matan      | Aleluya Sotomayor           |                    |
| 2000 | Quả hồ đào                |                             |                    |
| 2003 | La tees de Judas          | Bến du thuyền Batista       |                    |
| 2003 | Cosita rica               | Patria Mía                  |                    |
| 2005 | El amor las vuelve locas  |                             |                    |
| 2006 | Công viên quốc gia        | Mercedes Zuleta "La Diabla" |                    |
| 2008 | La sucursal del cielo     | Eufrosina Mena              |                    |
| 2008 | La vida entera            | Pasión Guerra               |                    |
| 2009 | Tomasa Tequiero           | Tomasa Tequiero Montiel     | Vai chính          |
| 2011 | La Bruja                  | La Negra                    | 24 tập             |
| 2013 | Rosario                   | Antonia                     |                    |
| 2013 | Grachi                    | Mirna                       | 21 tập             |
| 2013 | Santa Diabla              | Elisa Lozano                |                    |
| 2015 | Piel salvaje              | Isre Madre                  |                    |